# Offline-Editing
Als Offline-Editing oder Offline-Schnitt wird eine Art des Videoschnitts bezeichnet, bei welcher der Schnitt mithilfe einer in Qualität und Dateigröße verminderten Kopie erstellt wird, anstatt mithilfe eines Schnittsystems direkt das Originalmaterial anzusteuern, was in den Anfängen des Videoschnitts als „Online-Edit“ bezeichnet wurde.
Das Begriffspaar „online/offline“ entstammt der Telekommunikations-Terminologie und bezieht sich in dieser Verwendung auf das direkte Ansteuern eines Systems durch ein anderes (online) beziehungsweise das unabhängige Operieren eines Systems von einem zweiten (offline).
Mit dem Aufkommen Non-Linearer Schnittsysteme wie AVID – die erste marktreife Version war 1989 erhältlich – entstand die Bezeichnung „Offline-Editing“ mit der sich verändernden Arbeitsweise beim Schnitt. Die Non-Linearen Systeme waren anfänglich (und sind es beim Spielfilm mit seinen vergleichsweise großen Datenmengen bis heute) nicht in der Lage, Filmmaterial in Sendequalität und in Echtzeit zu verarbeiten. Deshalb trennte man den Editing-Workflow in zwei Teile: Im ersten Teil wird das gesamte Filmmaterial kopiert und in eine Auflösung herunterskaliert, die der Kapazität der verwendeten Hardware angepasst ist. In dieser Qualität wird der Schnitt finalisiert. Diesen Teil des Prozesses nennt man seither den Offline-Edit oder Offline-Schnitt, weil er im Gegensatz zum ursprünglich Online-Edit genannten Prozess nicht direkt auf das Originalmaterial zugreift, sondern davon abgekoppelt arbeitet. Die verminderte Qualität dieses kopierten Materials wird Offline-Qualität genannt.
Im zweiten Teil des Editing-Prozesses wird der endgültige Offline-Edit unter Zugriff auf das Originalmaterial in höchstmöglicher Qualität „nachgebaut“. Dieser Teil heißt seither Online-Edit.
Diese Unterscheidung wird immer weniger funktionell: In den frühen Jahren des Video Editings wurden für Offline- und Online-Edit noch unterschiedliche Software und Hardware benutzt. Mit der ständig steigenden Leistungsfähigkeit von Software und Hardware ist es inzwischen möglich, an demselben System (etwa am AVID) von vornherein in Online-Qualität zu schneiden. Schnittsysteme arbeiten deshalb zunehmend verlustfrei in Online-Qualität. Für diesen neuen Workflow ist die begriffliche Trennung zwischen Offline- und Online-Editing nicht mehr hilfreich. Sinnvoll bleibt sie weiterhin für alle Verfahren, die mit dem Zwischenschritt einer qualitätsverminderten Kopie arbeiten.